# Britt Renzen
Britt Renzen (Meerssen, 14 mei 2002) is een voetbalspeelster uit Nederland. Ze speelt als doelverdediger voor Fortuna Sittard.
Renzen speelde in haar jeugdjaren voor VV Bunde uit de gelijknamige plaats.
Sinds 1 juli 2022 is Renzen actief bij Fortuna Sittard dat in het seizoen 2022/23 voor het eerst met een vrouwenteam kwam.
Op 19 mei 2023 tekende Renzen haar eerste profcontract bij Fortuna Sittard.. Twee dagen later maakte Renzen haar debuut voor Fortuna Sittard in een Eredivisie Cup wedstrijd thuis tegen FC Twente. Door blessureleed van Diede Lemey en Claire Dinkla kreeg Renzen de kans onder de lat bij de Fortunezen. Het duel eindigde in een 0-4 nederlaag waardoor Fortuna Sittard was uitgeschakeld in de Eredivisie Cup.

## Statistieken
| Seizoen    | Club            | Land      | Competitie | Wedstrijden | Doelpunten |
| ---------- | --------------- | --------- | ---------- | ----------- | ---------- |
| 2023-heden | Fortuna Sittard | Nederland | Eredivisie | 0           | 0          |
| Totaal     | Totaal          | Totaal    | Totaal     | 0           | 0          |

Laatste update: 30 december 2023
1 Dinkla ·
2 Van Koot ·
3 Stoop ·
5 Hilhorst ·
6 Mulder ·
7 Lindfors ·
8 Van Heeswijk ·
9 Prins ·
10 Eijken ·
11 Dekker ·
14 Vijfhuizen ·
15 Van Walsem ·
17 Pietersma ·
18 Van Berlo ·
19 Peereboom ·
20 Rooijendijk ·
21 Arons ·
22 Thijs ·
23 Stauffenberg ·
24 Van Wershoven ·
26 Kopp ·
27 Baccarne ·
Coach: Van Lieshout